# Shishman (hijo de Miguel Shishman)
Shishman (en búlgaro: Шишман) fue un aspirante al trono de Bulgaria en el exilio, tercer hijo del zar Miguel Shishman. Fue bautizado en honor de su abuelo, Shishman de Vidin, y probablemente nació en la capital del Imperio búlgaro, Tarnovo.

## Antecedentes
Su padre, Miguel Shishman dirigió una agresiva política en los Balcanes, en un intento de extender Bulgaria a como era durante el reinado de Iván Asen II (1218–1241). El Imperio bizantino sufrió algunos reveses y tuvo que hacer concesiones en Tracia, pero Miguel Shishman no pudo lograr un éxito decisivo. Con el tiempo se alió con los bizantinos contra Serbia y se divorció de su esposa serbia, Ana Neda. En 1330 los serbios derrotaron al ejército búlgaro en la batalla de Velbazhd, en la cual el zar búlgaro pereció. Después de la batalla ambas partes negociaron la paz en la localidad de Mraka y se decidió que el hijo mayor de Miguel Shishman, Iván Esteban, sucedería a su padre como zar.
Ocho meses después, en 1331, Iván Esteban fue depuesto por un golpe de Estado bajo Iván Alejandro, el hijo de Keratsa Petritsa, la hermana de Miguel Shishman. Ana Neda y su hijo huyeron a Serbia.

## Gobierno en el exilio

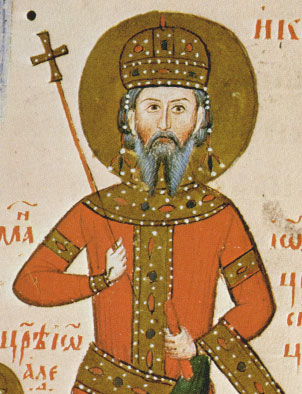
Una miniatura de Iván Alejandro.

Shishman no siguió a su familia y huyó a Constantinopla. Inmediatamente se dirigió al regente bizantino y posterior emperador Juan VI Cantacuceno, quien lo reconoció como zar de Bulgaria. Ese acto enfureció a Iván Alejandro quien exigió que Shishman fuera deportado a Bulgaria y amenazó con la guerra. Juan VI Cantacuceno respondió que en caso de guerra los bizantinos transportarían a Shishman a Vidin con naves donde la proximidad con los dominios de su familia finalmente conducirían a una guerra civil.
En 1331 Iván Alejandro inició una campaña, reunió a su ejército en Sliven y marchó hacia el sur. Los búlgaros y los bizantinos bajo Andrónico III Paleólogo y Shishman se enfrentaron en una batalla cerca de Adrianópolis, que terminó sin un vencedor claro o en una victoria bizantina menor y se firmó un tratado de paz. Después de este evento Shishman no es mencionado en las fuentes históricas.